# Белоцерковское городское восстание (1589)
Белоцерко́вское городско́е восста́ние 1589—90 годо́в — выступление горожан Белой Церкви против действий киевского воеводы князя К. Острожского.

## Общие сведения
В 1589 году горожане Белой Церкви, получив привилегию короля Сигизмунда III на самоуправление по магдебургскому праву, объявили себя свободными от феодальной зависимости. Князь Острожский, во владении которого была Белая Церковь, эту привилегию оспорил и король отменил её, что привело к выступлениям жителей.

## Ход восстания
Для борьбы с восставшими князь Острожский обратился за помощью к Сигизмунду III, который прислал в Белую Церковь своего посланника, требуя от горожан подчинения. Но белоцерковцы не покорились. Восстание приобрело черты анти-шляхетского выступления. Направив войска Киевского воеводства, Острожский сумел подавить Белоцерковское восстание и расправиться с его руководителями.

## Дальнейшие события
В последующие годы жители Белой церкви участвовали в восстание Косинского (1591—1593 годы) и Наливайко (1594—1596 годы).